# Michel Falguières
Michel Mathes, dit  Falguières, est un écrivain français (1949-2018).

## Biographie
Né à Nîmes le 2 avril 1949, Michel Mathes est d'abord enseignant à Aimargues et animateur du centre culturel destiné aux jeunes. En 1977, il est poursuivi pour « insoumission » ; mais le conseil municipal de la commune lui témoigne alors de sa confiance et son soutien, et il n'est finalement pas condamné.
Il part ensuite à l'étranger pour la Mission laïque française. Il s'installe finalement au Cailar.
Participant à diverses manifestations locales (notamment des cafés littéraires,,), il est aussi animateur et chroniqueur sur Radio Système (Vauvert) et à la radio en ligne Poli-sons (Lunel-Viel).
Secrétaire de l'association Vistricultures, membre actif de la société d'histoire Litoraria, il a aussi rédigé et adapté des pièces de théâtre pour la Compagnie Beau-Parleur (Nîmes), dans laquelle il coopère à la mise en scène et interprète parfois certains de ses rôles.
Il meurt le 29 novembre 2018 au Cailar,. L'année suivante, une salle sise à l'étang de Scamandre prend son nom. Sa collection de 5 000 livres est dispersée en 2020 par son fils.

### Famille
Marié à Chantal Faraco, il a deux enfants, Maïlis et Geoffrey. Son frère Bernard est également poète.

## Ouvrages
- Avec Antoine Azar, L'Auberge des trois coqs : pièce en cinq actes, Nanterre, Académie européenne du livre, 1990 (ISBN 2-87739-168-X).
- Au fil des voix, Hong Kong, Quaille, 1993, 208 p. (ISBN 2-9507779-0-2).
- Proches jours lointains, Nîmes, Comédia, 2006 (BNF 41390819).
- Jean Jourdan, dit Chocho : libertaire d'Aimargues de 1908 à 1948, Nîmes, Comédia, 2006, 183 p. (ISBN 978-2-9507779-4-2).
- Sous le saule solaire : brèves nouvelles, récits et poèmes de Camargue, d'ailleurs et de nulle part, Nîmes, Comédia, 2008, 345 p. (ISBN 978-2-9507779-3-5).
- Tracendres : 1990-2005, Nîmes, Comédia, 2009, 350 p. (ISBN 978-2-9507779-5-9).
- Nîmes, ma ville : promenades d'un beau parleur, Nîmes, Comédia, 2009, 147 p. (ISBN 978-2-9507779-6-6).
- Avec Tristan Cabral (photogr. Didier Leclerc), Les Chants de la sansouire, Vauvert, Atelier N89, 2008 (ISBN 978-2-9526576-1-7).
- Une femme bleue de nuit : contes et récits, Nîmes, Comédia, 2010, 154 p. (ISBN 978-2-9507779-8-0).
- Vibrato cantabile : mai 2008-décembre 2009, Nîmes, Comédia, 2010, 126 p. (ISBN 978-2-9507779-7-3).
- Les Cahiers de Hichem Teslam, Nîmes, Comédia, 2010, 101 p. (ISBN 978-2-9536825-0-2).
- Encre cristalline, Nîmes, Comédia, 2011, 206 p. (ISBN 978-2-9536825-1-9).
- Dès l'aube, le conteur, Le Cailar, chez l'auteur, 2012, 197 p. (ISBN 978-2-9536825-3-3).
- Les Saisons de la mémoire : confessions et récits (23 novembre 2011-4 septembre 2013), reviviscence de jours proches et lointains, Le Cailar, chez l'auteur, 2013, 242 p. (ISBN 978-2-9536825-2-6).
- Voix du regard  (ill. Robert Faure), Le Cailar, chez l'auteur, 2013, 112 p. (ISBN 978-2-9536825-4-0).
- Aube verbale : journal intermittent (11 novembre 2013-10 novembre 2017), Nîmes, Nombre7 Éditions, 2017, 254 p. (ISBN 978-2-9536825-7-1).